# 圣僧庵壁画
圣僧庵壁画，位于安徽歙县徽城镇西郊七里头村天马山麓。圣僧庵建于唐武德年间（618-626），得名于高僧慧明，现存建筑为明万历三十一年（1603年）重建，前后两进，规模不大。
庵堂墙壁上有5幅明代壁画，由歙县潭渡画家黄柱绘于万历丁丑（1577年），包括《侧坐观音图》（352*370cm）、《九尊罗汉过大海图》（390*220cm），《九尊罗汉上五台山图》（390*220cm）、《翠柏图》（180*250cm）以及《苍松图》（已毁）。
与通常是工笔重彩的宗教壁画不同，多由民间画工所绘制,,圣僧庵壁画采用写意的表现形式，以柏喻禅，体现文人意趣。
1961年7月3日，圣僧庵壁画公布为安徽省文物保护单位。